# Lophomma
Lophomma is een geslacht van spinnen uit de familie hangmatspinnen (Linyphiidae).

## Soorten
De volgende soorten zijn bij het geslacht ingedeeld:
- Lophomma depressum (Emerton, 1882)
- Lophomma punctatum (Blackwall, 1841)
- Lophomma vaccinii (Emerton, 1926)